# تله (فیلم ۲۰۲۴)
تله (به انگلیسی: Trap) یک فیلم در ژانر دلهره‌آور جنایی آمریکایی به کارگردانی و نویسندگی ام. نایت شامالان است که از بازیگران اصلی آن می‌توان به جاش هارتنت و سالکا شامالان اشاره کرد.
تله در تاریخ ۲ اوت ۲۰۲۴ توسط برادران وارنر پیکچرز در ایالات متحده به صورت سینمایی اکران شد و بازخورد های متوسطی را از طرف منتقدین دریافت کرد.

## بازیگران
- جاش هارتنت[۱]
- سالکا شامالان[۱]

## تولید
در اکتبر ۲۰۲۲، گزارش شد که یونیورسال پیکچرز فیلم بعدی ام. نایت شیامالان را پس از اکران درب کابین را بزن برای اکران در آوریل ۲۰۲۴ تنظیم کرده‌است. عنوان فیلم «Trap» در فوریه ۲۰۲۳ زمانی افشا ش که شامالان اعلام کرده بود که در حال وارد شدن به یک قرارداد با استودیوی رقیب یعنی برادران وارنر است.
قرار بود تصویربرداری اصلی در سینسیناتی، اوهایو در اوت ۲۰۲۳ آغاز شود، که در آنجا بیش از ۹ میلیون دلار اعتبار مالیاتی از آن ایالت برای فیلمبرداری در آنجا دریافت می‌کرد. با توجه به اینکه شامالان تهیه‌کننده و تأمین کننده مالی فیلم‌هایش بود، موافقتنامه موقتی برای فیلم‌برداری در طول اعتصابات ۲۰۲۳ سگ-افترا اعطا شد. فیلمبرداری تحت عنوان کاری «Good Grades» در میسیساگا ، انتاریو در ۱۶ اکتبر ۲۰۲۳ آغاز شد و در ۸ دسامبر به پایان رسید. مارک بینستاک و آشوین راجان این فیلم را به همراه شامالان تهیه کردند.

## انتشار
تله توسط برادران وارنر پیکچرز در ۲ اوت ۲۰۲۴ منتشر شد. این اولین فیلم شامالان با این استودیو از زمان بانوی در آب (۲۰۰۶) می‌باشد.